# Михайловка (городской округ Истра)
Миха́йловка — деревня, расположенная в Бужаровском сельском поселении Истринского района Московской области.

## География
Находится у впадения в Истру безымянного правого притока-ручья, примерно в 5 км на север от Истры, высота над уровнем моря 185 м.

## Население
| 2002 | 2006 | 2010 |
| ---- | ---- | ---- |
| 23   | ↘9   | ↗18  |